# Corgatha inflammata
Corgatha inflammata là một loài bướm đêm trong họ Erebidae.